# Whakaurekou (rivière)

La  rivière Whakaurekou (en anglais : Whakaurekou River)  est un  cours d’eau de la région de Manawatu-Wanganui dans l’Île du Nord de la Nouvelle-Zélande.

## Géographie
Elle s’écoule vers le  nord-ouest à partir de son origine dans la chaîne de Ruahine pour atteindre le fleuve Rangitikei à 25 km à l’est de la ville de Taihape.